# Onoba bakeri
Onoba bakeri is een slakkensoort uit de familie van de Rissoidae. De wetenschappelijke naam van de soort is voor het eerst geldig gepubliceerd in 1910 door Bartsch.